# Elecciones de la zona de ocupación soviética de 1946

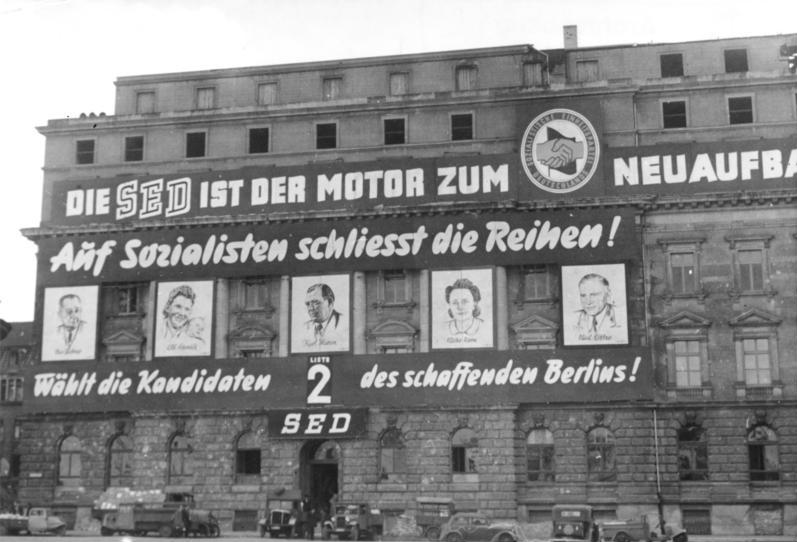
Propaganda electoral del SED en Berlín Este.

Las elecciones estatales en la zona de ocupación soviética del 20 de octubre de 1946 fueron las únicas elecciones realizadas en el territorio de la Alemania oriental antes del establecimiento de la República Democrática Alemana, en 1949, siendo también los primeros comicios libres que se celebraban en esta zona desde las elecciones generales de noviembre de 1932. Se realizaron en los cinco estados que comprendían el este alemán: Mecklemburgo (actual Mecklemburgo-Pomerania Occidental), Brandeburgo, Sajonia, Sajonia-Anhalt y Turingia.
El Partido Socialista Unificado de Alemania (Sozialistische Einheitspartei Deutschlands o SED), que había surgido de la fusión forzada del Partido Socialdemócrata de Alemania (SPD) y el Partido Comunista de Alemania (KPD) en la zona de ocupación soviética, se convirtió en el partido más fuerte, pero obtuvo la mayoría absoluta solamente en un estado. El SED había sido creado con vistas a la celebración de elecciones en la zona soviética, como primer paso para unas futuras reformas políticas.
Además del SED, participaron otros tres partidos: la Unión Demócrata Cristiana (CDU), el Partido Liberal Democrático (LPD) y la Asociación de Ayuda Mutua de Campesinos (VdgB). Otras dos organizaciones participaron exclusivamente en Sajonia. A pesar de la amplia victoria, el SED no alcanzó la mayoría absoluta, por lo que los resultados fueron una decepción para las autoridades soviéticas y contribuyeron a la constitución en los años siguientes de un estado socialista de partido único. A partir de entonces sólo se elaboraron listas unitarias, como ocurriría con el Frente Nacional de la Alemania Democrática. Las siguientes elecciones estatales se celebraron en 1950, tras la creación de la República Democrática Alemana.

## Resultados
|                  |                | Mecklemburgo | Brandeburgo | Sajonia-Anhalt | Sajonia   | Turingia  | Total      |
| ---------------- | -------------- | ------------ | ----------- | -------------- | --------- | --------- | ---------- |
| Hab. inscritos   | Hab. inscritos | 1.308.727    | 1.655.980   | 2.700.633      | 3.803.416 | 1.986.081 | 11.454.837 |
| Votantes         | Votantes       | 1.178.211    | 1.515.987   | 2.473.184      | 3.518.108 | 1.737.786 | 10.423.276 |
| Votantes         | Votantes       | 90,0 %       | 91,5 %      | 91,6 %         | 92,5 %    | 87,5 %    | 91,0 %     |
| Votos nulos      | Votos nulos    | 64.463       | 69.168      | 142.673        | 227.113   | 75.927    | 579.344    |
| SED              | Votos          | 551.594      | 634.787     | 1.068.703      | 1.616.068 | 818.967   | 4.690.119  |
| SED              | %              | 49,5 %       | 43,9 %      | 45,8 %         | 49,1 %    | 49,3 %    | 47,5 %     |
| SED              | Escaños        | 45           | 44          | 51             | 59        | 50        | 249        |
| LDP              | Votos          | 138.662      | 298.607     | 696.669        | 813.224   | 472.959   | 2.420.121  |
| LDP              | %              | 12,5 %       | 20,6 %      | 29,9 %         | 24,7 %    | 28,5 %    | 24,6 %     |
| LDP              | Escaños        | 11           | 20          | 32             | 30        | 28        | 121        |
| CDU              | Votos          | 379.829      | 442.634     | 507.765        | 766.859   | 314.742   | 2.411.829  |
| CDU              | %              | 34,1 %       | 30,6 %      | 21,8 %         | 23,3 %    | 18,9 %    | 24,5 %     |
| CDU              | Escaños        | 31           | 31          | 24             | 28        | 19        | 133        |
| VdgB             | Votos          | 43.663       | 70.791      | 57.374         | 57.356    | 55.191    | 284.375    |
| VdgB             | %              | 3,9 %        | 4,9 %       | 2,5 %          | 1,7 %     | 3,3 %     | 2,9 %      |
| VdgB             | Escaños        | 3            | 5           | 2              | 2         | 3         | 15         |
| Frauenausschüsse | Votos          | –            | –           | –              | 18.340    | –         | 18.340     |
| Frauenausschüsse | %              | –            | –           | –              | 0,6 %     | –         | 0,2 %      |
| Frauenausschüsse | Escaños        | –            | –           | –              | 0         | –         | 0          |
| Kulturbund       | Votos          | –            | –           | –              | 19.149    | –         | 19.149     |
| Kulturbund       | %              | –            | –           | –              | 0,6 %     | –         | 0,2 %      |
| Kulturbund       | Escaños        | –            | –           | –              | 1         | –         | 1          |